# Rt Svjatoj Nos (Laptevsko more)
Rt Svjatoj Nos (rus. Святой Нос) je rt u Arktičkom oceanu, na granici između Laptevskog i Istočnosibirskog mora. Administrativno je dio Jakutije.

## Geografija
Ovaj rt označava sjeverni kraj Ebeljahskog zaljeva. Ovaj je rt jedno od točaka koja definiraju granice Laptevskog mora prema Međunarodnoj hidrografskoj organizaciji.
Sjeverno od rta je tjesnac Dmitrija Lapteva koji odvaja otok Boljšoj Ljahovski iz grupe Ljahovskih otoka od kopna.